# Jemez Pueblo
Jemez Pueblo (towa: Walatowa) är en towatalande pueblo belägen i storstadsområdet Albuquerque.
Befolkningen i pueblon utgjorde 1 953 personer enligt folkräkningen 2000. Vid samma folkräkning rapporterade 2 856 personer att de räknade sig som helt eller delvis tillhörande eller härstammande från Jemez. 